# Alexandru Săvulescu
Alexandru Săvulescu (8 de janeiro de 1898 - 11 de dezembro de 1961) foi um treinador de futebol romeno. Dirigiu a Seleção Romena de Futebol na Copa do Mundo FIFA de 1938.